# Cocculina rathbuni
Cocculina rathbuni är en snäckart som beskrevs av Dall 1882. Cocculina rathbuni ingår i släktet Cocculina och familjen Cocculinidae. Inga underarter finns listade i Catalogue of Life.